# 林遣都
林 遣都（はやし けんと、1990年〈平成2年〉12月6日 - ）は、日本の俳優。滋賀県大津市出身。スターダストプロモーション制作3部所属。妻は元AKB48で女優の大島優子。

## 略歴
- 2005年、中学3年生の修学旅行中に、渋谷駅のホームでスカウトされ芸能界入り[3]。
- 2007年、映画『バッテリー』の主演で俳優デビュー。同作品での演技が評価され日本アカデミー賞、キネマ旬報ベスト・テンなどその年の多くの新人賞を受賞。

2008年から映画出演が続き、『ちーちゃんは悠久の向こう』、『DIVE!!』、『ラブファイト』の主演を務める。
- 2009年に『小公女セイラ』（TBS）で連続ドラマ初出演。
- 2011年、『コヨーテ、海へ』（WOWOW）でテレビドラマ初主演。『荒川アンダー ザ ブリッジ』（MBS・TBS）で連続ドラマ初主演。
- 2017年、映画『青禾男高（中国語版）』で中国映画に初出演。
- 2020年6月11日放送の『世界は3で出来ている』（フジテレビ）は、林が主演かつ唯一の出演者として一人三役の一卵性三つ子役を演じて注目され、第58回（2020年度）ギャラクシー賞でテレビ部門大賞を受賞した[4]。
- 2021年7月29日、朝ドラ『スカーレット』（NHK）で共演した元AKB48で女優の大島優子と近く結婚することが双方の所属事務所より発表された[5][6][7]。大島が同年8月14日に行われた映画『妖怪大戦争　ガーディアンズ』の初日舞台あいさつに出席した際は既に林との婚姻届を提出していたことが大島の関係者の話で明らかにされた[8]。
- 2023年1月5日、第1子が誕生したことを公式サイトを通じて報告した[9]。
- 2025年5月27日、第2子が誕生したことを公式サイトを通じて報告した[10]。

## 人物・エピソード
- 趣味・特技は兄の影響で幼少期から始めた野球[11][12]。特技としては他に書道も公表しているが、後に「かじったことがある程度」で、嘘であることを打ち明けている[11][12][13]。
- 中学3年生の時に友人らとバンドを組み、高校進学後は軽音楽部に所属してギターを担当していた。好きなミュージシャンは峯田和伸[14]。
- 兄弟は兄1人、妹1人の3人兄弟。
- NHKアナウンサーの高瀬耕造と似ているとの声がネット上で上がっており、林もその話を耳にしているという[15]。
- 松下洸平とは朝ドラ『スカーレット』で共演して以降関係が深まりとても仲が良い[16]。また、髙橋海人とはドラマ『姉ちゃんの恋人』で共演をした際に友人となり、互いの自宅に遊びに行き交うほどの深い仲となっている[17]。池松壮亮は恋人以上の存在であり、とても仲が良い[18]。
- 10代の頃は身体能力の高さを見込まれたスポーツ映画への出演が多く、役作りのためのトレーニングはかなり過酷なものであったという[19]。
- テレビドラマ『おっさんずラブ』に出演した影響から、2020年7月に行われ、330人が投票に参加した「浴衣が似合う俳優ランキング」では、伊藤健太郎や玉木宏らを凌ぎ1位を獲得した[20]。

## 受賞歴
2007年度
- 第31回日本アカデミー賞 新人俳優賞（『バッテリー』）
- 第81回キネマ旬報ベスト・テン 日本映画新人男優賞（『バッテリー』）[21]
- 第22回高崎映画祭 最優秀新人賞（『バッテリー』）
- 第17回 日本映画批評家大賞 新人賞（南俊子賞）（『バッテリー』）[22]

2018年度
- 第22回日刊スポーツ・ドラマグランプリ 助演男優賞（『おっさんずラブ』） [23]

## 出演

### 映画
- バッテリー（2007年3月10日、東宝） - 主演・原田巧 役[24]
- ちーちゃんは悠久の向こう（2008年1月19日、シナジー） - 主演・久野悠斗 役
- DIVE!!（2008年6月14日、角川映画） - 主演・坂井知季 役
- ラブファイト（2008年11月15日、東映） - 主演・立花稔 役 ※北乃きいとW主演
- 余命（2009年2月7日、SDP） - 百田瞬太 役
- 引き出しの中のラブレター（2009年10月10日、松竹） - 速見直樹 役
- 風が強く吹いている（2009年10月31日、松竹） - 主演・蔵原走 役[25]
- RISE UP（2009年11月21日、SDP / ビデオプランニング） - 主演・津屋崎航 役 ※山下リオとW主演[26]
- 交渉人 THE MOVIE タイムリミット高度10,000mの頭脳戦（2010年2月11日、東映） - 木元祐介 役[27]
- パレード（2010年2月20日、ショウゲート） - 小窪サトル 役
- 荒川 アンダー ザ ブリッジ（2012年2月4日、ソニー・ピクチャーズ エンタテインメント） - 主演・市ノ宮行（リク） 役
- ガール（2012年5月26日、東宝） - 和田慎太郎 役
- 闇金ウシジマくん（2012年8月25日、SDP） - 小川純 役
- 莫逆家族-バクギャクファミーリア-（2012年9月8日、東映） - 火野周平 役
- 悪の教典 （2012年11月10日、東宝） - 前島雅彦 役
- ST 赤と白の捜査ファイル（2015年1月10日、東宝） - 池田草介 役
- 僕だけがいない街（2016年3月19日、ワーナー・ブラザース映画） - 白鳥潤 役
- ROAD TO HiGH&LOW（2016年5月7日、東宝） - 日向紀久 役
  - HiGH&LOW THE MOVIE（2016年7月16日）
  - HiGH&LOW THE MOVIE 2 / END OF SKY（2017年8月19日）
  - HiGH&LOW THE MOVIE 3 / FINAL MISSION（2017年11月11日）
- 花芯（2016年8月6日、クロックワークス） - 雨宮 役[28]
- にがくてあまい（2016年9月10日、エレファントハウス） - 主演・片山渚 役 ※川口春奈とW主演[29]
- グッドモーニングショー（2016年10月8日、東宝） - 松岡宏二 役[30]
- しゃぼん玉（2017年3月4日、スタイルジャム） - 主演・伊豆見翔人 役[31]
- 青禾男高（2017年7月13日） - 柴田 役[32]
- ナミヤ雑貨店の奇蹟（2017年9月23日、KADOKAWA / 松竹） - 松岡克郎 役[33]
- チェリーボーイズ（2018年2月17日、東映ビデオ / マイケルギオン） - 主演・国森信一 役[34]
- 野球部員、演劇の舞台に立つ!（2018年2月24日、パンドラ） - 田川柾智 役[35]
- コーヒーが冷めないうちに（2018年9月21日、東宝） - 賀田多五郎 役
- ギャングース（2018年11月23日、キノフィルムズ） - 高田 役
- 劇場版 おっさんずラブ 〜LOVE or DEAD〜（2019年8月23日、東宝） - 牧凌太 役[36][37]
- 私をくいとめて（2020年12月18日、日活） - 多田くん 役[38][39]
- 犬部!（2021年7月22日、KADOKAWA） - 主演・花井颯太 役[40]
- 護られなかった者たちへ（2021年10月1日[41]、松竹） - 蓮田智彦 役[42]
- 恋する寄生虫（2021年11月12日、KADOKAWA） - 主演・高坂賢吾 役 ※小松菜奈とW主演[43]
- 隣人X 疑惑の彼女（2023年12月1日、ハピネットファントム・スタジオ） - 笹憲太郎 役[44]
- 身代わり忠臣蔵（2024年2月9日、東映） - 斎藤宮内 役[45]

### テレビドラマ
- 千の風になって ドラマスペシャル 第1弾「家族へのラブレター」（2007年8月3日、フジテレビ） - 福原康平 役
- シリーズ激動の昭和「最後の赤紙配達人〜悲劇の召集令状64年目の真実〜」（2009年8月10日、TBS） - 寺田悟 役
- 小公女セイラ（2009年10月17日 - 12月19日、TBS） - 三浦カイト 役
- 美丘-君がいた日々-（2010年7月10日 - 9月18日、日本テレビ） - 橋本太一 役
- スペシャルドラマ「ストロベリーナイト」（2010年11月13日、フジテレビ） - 北見昇 役
- 堤幸彦×佐野元春「コヨーテ、海へ」（2011年1月3日、WOWOW） - 主演・北村春哉 役
- 荒川アンダー ザ ブリッジ（2011年7月26日 - 9月27日、MBS） - 主演・市ノ宮行（リク） 役
- QP（2011年10月5日 - 12月28日、日本テレビ） - 美咲元 役
- 理想の息子 第6話・第7話（2012年2月18日・25日、日本テレビ） - 金狼 役
- 3夜連続スペシャルドラマ ブラックボード〜時代と戦った教師たち〜 第2夜（2012年4月6日、TBS） - 後藤新一 役
- 戦国BASARA-MOONLIGHT PARTY-（2012年7月23日 - 9月21日、MBS / 9月5日 - 10月31日、BS-TBS） - 主演・伊達政宗 役
- レジデント〜5人の研修医（2012年10月18日 - 12月20日、TBS） - 矢沢圭 役
- カラマーゾフの兄弟（2013年1月12日 - 3月23日、フジテレビ） - 黒澤涼 役
- ST〜警視庁科学特捜班〜（2013年4月10日、日本テレビ） - 池田草介 役
  - ST 赤と白の捜査ファイル（2014年7月16日 - 9月17日）
- 水木しげるのゲゲゲの怪談「砂かけばばあ」（2013年8月31日、フジテレビ） - 主演・山谷拓二 役
- 鍵のない夢を見る 第1夜「芹葉大学の夢と殺人」（2013年9月1日、WOWOW） - 雄大 役
- 黒猫、ときどき花屋（2013年10月1日 - 11月19日、NHK BSプレミアム） - 拓未 役
- 福家警部補の挨拶 第9話（2014年3月11日、フジテレビ） - 木原幸信 役
- 銀二貫（2014年4月10日 - 6月5日、NHK総合） - 主演・松吉 役
- 死神くん 第2話（2014年4月25日、テレビ朝日） - 島孝一 役
- 玉川区役所 OF THE DEAD（2014年10月4日 - 12月20日、テレビ東京） - 主演・赤羽晋助 役
- 悪貨（2014年11月23日 - 12月21日、WOWOW） - 島袋一郎 役
- 京都人の密かな愉しみ（2015年1月3日、NHK BSプレミアム） - 辻純正 役
- 残念な夫。（2015年1月14日 - 3月25日、フジテレビ） - 浜中遼 役
- その男、意識高い系。（2015年3月3日 - 4月21日、NHK BSプレミアム） - 一条ジョー 役[46]
- REPLAY & DESTROY（2015年4月27日 - 6月15日、MBS） - 真野真広 役
- シメシ（2015年6月22日 - 7月13日、MBS） - 小瀬清 役
- スペシャルドラマ 経世済民の男 第一部「高橋是清」（2015年8月22日・29日、NHK） - 辰野金吾 役
- しんがり 山一證券 最後の聖戦 （2015年9月20日 - 10月25日、WOWOW） - 吉岡穣 役
- HiGH&LOW〜THE STORY OF S.W.O.R.D.〜（2015年10月22日 - 12月24日、日本テレビ） - 日向紀久 役
- 放送90年 大河ファンタジー 「精霊の守り人」（2016年3月19日 - 4月9日、NHK） - シュガ 役
  - 精霊の守り人II 悲しき破壊神（2017年1月21日 - 3月25日）
  - 精霊の守り人III 最終章（2017年11月25日 - 2018年1月27日）
- ON 異常犯罪捜査官・藤堂比奈子（2016年7月12日 - 9月6日、関西テレビ） - 中島保 役[47]
- 漱石悶々 夏目漱石最後の恋 京都祇園の二十九日間（2016年12月10日、NHK BSプレミアム） - 津田青楓 役
- 連続テレビ小説（NHK）
  - べっぴんさん（2017年1月 - 4月） - 河合二郎 役[48]
  - スカーレット 第10回 - 第150回（2019年10月10日 - 2020年3月28日） - 大野信作 役[49]
- 大阪発 地域ドラマ 「アオゾラカット」（2017年3月15日、NHK BSプレミアム / 2018年5月6日、NHK-G） - 主演・川村翔太 役[50]
- 京都人の密かな愉しみ Blue 修業中（NHK BSプレミアム） - 主演・若林ケント幸太郎 役
  - 京都人の密かな愉しみ Blue 修業中 送る夏（2017年9月30日）
  - 京都人の密かな愉しみ Blue 修業中 祝う春（2018年4月14日）
  - 京都人の密かな愉しみ Blue 修業中 祇園さんの来はる夏（2019年8月17日）
  - 京都人の密かな愉しみ Blue 修業中 燃える秋（2021年1月30日）
- FINAL CUT（2018年1月9日 - 3月13日、関西テレビ） - 小池悠人 役
- おっさんずラブ（2018年4月21日 - 6月2日、テレビ朝日） - 牧凌太 役
  - おっさんずラブ -リターンズ-（2024年1月5日 - 3月1日、テレビ朝日）[51][52]
- 昔話法廷 第9話「ブレーメンの音楽隊」裁判（2018年8月13日、NHK Eテレ） - 鎌田寛 役[53]
- 24時間テレビ41ドラマスペシャル「ヒーローを作った男 石ノ森章太郎物語」（2018年8月25日、日本テレビ） - 赤塚不二夫 役[54]
- リーガルV〜元弁護士・小鳥遊翔子〜（2018年10月12日 - 12月13日、テレビ朝日） - 青島圭太 役[55]
- 家康、江戸を建てる 後編（2019年1月3日、NHK総合） - 中越与一郎 役
- 大河ドラマ いだてん〜東京オリムピック噺〜 第28話 - 第47話（2019年7月28日 - 12月15日、NHK） - 大横田勉 役[56]
- マンゴーの樹の下で〜ルソン島、戦火の約束〜（2019年8月8日、NHK総合） - 門井慎司 役[57]
- フジテレビ開局60周年特別企画「教場」前編（2020年1月4日、フジテレビ） - 平田和道 役[58]
- 世界は3で出来ている（2020年6月11日、フジテレビ） - 主演・望月勇人、泰斗、三雄 役（1人3役）[59]
- 姉ちゃんの恋人（2020年10月27日 - 12月22日、関西テレビ・フジテレビ） - 吉岡真人 役[60]
- ドラゴン桜 第2シリーズ（2021年4月25日 - 6月27日、TBS） - 坂本智之 役[61]
- 愛しい嘘〜優しい闇〜（2022年1月14日 - 3月4日、テレビ朝日） - 雨宮秀一 役[62]
- 失恋めし（2022年1月14日・Amazonプライム / 7月・読売テレビ）[63]
- 星新一の不思議な不思議な短編ドラマ「不眠症」（2022年4月19日、NHK BS4K・BSプレミアム） - 主演・ケイ氏 役[64]
- 初恋の悪魔（2022年7月16日 - 9月24日、日本テレビ） - 主演・鹿浜鈴之 役（仲野太賀とダブル主演)[65][66]
- アクターズ・ショート・フィルム3「COUNT 100」（2023年2月11日、WOWOWプライム） - 主演・加護光輝 役[67]
- グレースの履歴（2023年3月19日 - 5月7日、NHK BS4K・BSプレミアム） - 羽田純哉 役[68]
- キッチン革命 第1夜（2023年3月25日、テレビ朝日） - 香美昇一 役[69]
- 家族だから愛したんじゃなくて、愛したのが家族だった（2023年5月14日 - 7月16日、NHK BSプレミアム・NHK BS4K） - 小野寺柊司 役[70]
- ああ、ラブホテル 〜秘密〜 最終話「ダイバーシティ・ラブホテル」（2023年7月14日、WOWOW） - ショウタ 役[71]
- VIVANT（2023年7月16日 - 9月17日、TBS） - 乃木卓 役[72][73]
- 明日はもっと、いい日になる（2025年7月7日 - 、フジテレビ）- 蔵田総介 役[74][75]

### 舞台
- M&Oplaysプロデュース「家族の基礎〜大道寺家の人々〜」（2016年9月6日 - 28日、Bunkamuraシアターコクーン / 10月1日・2日、刈谷市総合文化センター 大ホール / 10月8日 - 10日、梅田芸術劇場 シアター・ドラマシティ / 10月16日、浜北文化センター 大ホール） - 大道寺益人 役[76][77]
- シス・カンパニー公演「子供の事情」（2017年7月8日 - 8月6日、新国立劇場 中劇場） - ホジョリン（三谷幸喜） 役[78]
- シス・カンパニー公演「ローゼンクランツとギルデンスターンは死んだ」（2017年10月30日 - 11月26日、世田谷パブリックシアター） - ハムレット 役[79]
- 熱帯樹（2019年2月17日 - 3月8日、シアタートラム / 3月12日・13日、兵庫県立芸術文化センター阪急中ホール / 3月16日・17日、東海市芸術劇場大ホール） - 主演・勇 役[80][81]
- シス・カンパニー公演 日本文学シアターVol.6「風博士」（2019年11月30日 - 12月28日、世田谷パブリックシアター / 2020年1月8日 - 13日、森ノ宮ピロティホール）[82]
- 坂元裕二 朗読劇2020「忘れえぬ 忘れえぬ」、「初恋」と「不倫」（2020年4月16日・17日、よみうり大手町ホール）[83][84]
- フェードル（2021年1月8日 - 26日、Bunkamuraシアターコクーン / 1月30日・31日、金沢市文化ホール / 2月6日・7日、刈谷市総合文化センター / 2月11日 - 14日、兵庫県立芸術文化センター / 2月20日・21日、三島市民文化会館） - イッポリット 役[85][86][87]
- シス・カンパニー公演「友達」（2021年9月3日 - 26日、新国立劇場 小劇場 / 10月2日 - 10日、サンケイホールブリーゼ） - 長男 役[88]
- パルコ・プロデュース2022「セールスマンの死」（2022年4月4日 - 29日、PARCO劇場 / 5月3日、まつもと市民芸術館 / 5月7日・8日、ロームシアター京都 / 5月13日 - 15日、穂の国とよはし芸術劇場PLAT / 5月19日 - 22日、兵庫県立芸術文化センター / 5月27日 - 29日、北九州芸術劇場） - ハッピー 役[89][90]
- 音楽劇「浅草キッド」（2023年10月8日 - 22日、明治座 / 10月30日 - 11月5日、新歌舞伎座 / 11月25 - 26日、愛知県芸術劇場） - 主演・北野武 役
- 帰れない男〜慰留と斡旋の攻防〜（2024年4月13日 - 5月6日、本多劇場） - 主演[91]
- TEAM NACS Solo Project 5D2 -FIVE DIMENSIONS II-「死の笛」（2024年7月14日 - 15日、草月ホール / 7月17日 - 19日、かでる2・7 かでるアスビックホール / 7月24日 - 28日、COOL JAPAN PARK OSAKA TTホール）[92]
- シス・カンパニー公演「やなぎにツバメは」（2025年3月7日 - 30日、紀伊國屋ホール / 4月3日 - 6日、梅田芸術劇場 シアター・ドラマシティ） - 修斗 役[93]

### ドキュメンタリー
- BS日テレ開局10周年特別番組「世界水紀行スペシャル 水と氷の大地 林遣都アラスカを行く」（2010年12月1日・8日、BS日テレ）
- チキュウノハテ〜星降る砂漠と幻の花園・南米大陸へ〜（2014年1月25日、中部日本放送制作、TBS系列） - ロケリポーター
- ノンフィクションW 少年たちが“リトル・ダンサー”になる瞬間 〜日本版 ミュージカル「ビリー・エリオット」〜（2017年7月30日、WOWOWプライム） - ナレーション[94]
- 奈良ふしぎ旅図鑑（2025年8月1日 - 、BS-TBS）- ふしぎ案内人（ナレーション）

### 短編映画
- MIRAI 2061（2018年2月18日、福島県） - 桃子の夫・晴暁 役 [95][96]

### CM
- ダイハツ工業 ダイハツ・ミラ 「ストレッチ」篇（2008年12月 - 2009年12月） - 松雪泰子と親子役で共演
- 資生堂 シーブリーズ「熱血少女」篇（2009年4月 - 2010年3月） - 北乃きいと共演
- 花王 フレアフレグランス 「突然の壁ドン 〜汗も味方に〜」篇（2015年4月13日 - ） - 石原さとみと共演
- Yostar アズールレーン（2017年12月9日 - ）[97] - 木下ほうかと共演
- 日本ハム 石窯工房®️マルゲリータ[98]
  - 「おうちに石窯!?トースター」篇・「チーズたっぷり」篇（3月21日 - 27日）
  - 「石窯ボーノ！？石窯工房！」篇（2018年4月11日 - 17日）
  - 「オレの石窯工房♪」篇（2018年7月7日 - ）[99]
- 日本マクドナルド
  - シナモンメルツ「甘くとろける、ホットな提案」篇（2018年10月 - 11月）[100][101]
  - キャラメルメルツ「ホットな提案」篇（2018年11月20日 - ）[102]
  - カフェラテ「熱々のふたり」篇（2018年11月27日 - ）
- クラシエフーズ フリスク ネオ チェリー スペシャルムービー『PLAY WORK』シリーズ（2019年9月9日 - ）[103][104]
  - 「単調な入力作業」篇（2019年9月9日 - ）
  - 「仕事が重なるヘビーな1日」篇（2019年9月17日 - ）
  - 「行方不明の資料探し」篇（2019年9月23日 - ）
  - 「苦手な相手からの電話」篇（2019年9月30日 - ）
- パーソルキャリア デューダ - ブランドメッセンジャー
  - 「変えるなら、きっと今だ。」篇①・「変えるなら、きっと今だ。」篇②（2020年11月12日 - ）[105][106]
  - 「変えるなら、きっと今だ。」篇（2021年5月22日 - ）[107]
  - 「変えるなら、きっと今だ。」篇④・「変えるなら、きっと今だ。」篇⑤（2022年1月31日 - ）[108]
  - 「合う転職なら」篇
    - 第一弾（2022年4月8日 - ）[109]
    - 第二弾 経験・スキルに合った会社が見つかる（2022年6月1日 - ）[110]
    - 第三弾 転職サイトとエージェントどちらも使える（2022年8月1日 - ）[111]

  - 「エージェント登場」篇・「どっちも使える」篇・「2人に1人が使ってる」篇（2025年1月24日 - ） - 北村匠海と共演[112]
- 明治 明治プロビオヨーグルトR-1 『"体調一番地"』シリーズ（2020年11月26日 - ） - 町で暮らす会社員 役
  - 「体調一番地デビュー」篇・「ここは体調一番地」篇（2020年11月26日 - ） - さだまさし、江口のりこ、飯尾和樹と共演[113][114]
  - 「お互い心配」篇（2020年12月7日 - ）
- ジョンソン・エンド・ジョンソン ワンデー アキュビュー（R）  - キャンペーンアンバサダー
  - 「料理番組」篇・「調査員」篇（2020年12月4日 - ） - 日向坂46（小坂菜緒・佐々木美玲・河田陽菜）と共演[115][116]
- EMシステムズ 企業CM「エンドロール篇」（2022年11月27日 -  ）[117][118]
- セントラル短資FX株式会社 「世界をのぞきこむ」篇（2024年2月29日 - ）[119]
- キッコーマン「キッコーマン豆乳」『飲む理由がある』シリーズ（2024年3月25日 - ）[120]

### 広告
- ワオ・コーポレーション マイ速（ - 2009年8月） - イメージキャラクター
- サントリー ミルミクス（MILMIX）（2011年1月 - ） - イメージキャラクター

### ミュージック・ビデオ
- JUNE 「You and me」（2007年7月11日、3作目シングル表題曲） - 夏帆と共演
- YUI
  - 「Laugh away」（2008年4月9日、アルバム『I LOVED YESTERDAY』に収録）
  - 「SUMMER SONG」（2008年7月2日、12作目シングル表題曲）
  - 「GLORIA」（2010年1月20日、15作目シングル表題曲）
  - 「U-niform」（2011年11月2日、アルバム『HOW CRAZY YOUR LOVE』に収録） - すべて岡本杏理と共演
- Mr.Children
  - 「Your Song (Original Story)」[121]（2018年10月3日、アルバム『重力と呼吸』に収録） - Mr.Children、村上穂乃佳と共演
- スキマスイッチ
  - 「Lovin' Song」[122]（2024年2月21日、27作目シングル表題曲） - スキマスイッチと共演

### Webドラマ
- モバ★ドラ 【4×4】 第1話「信吾〜雨天〜」（2010年3月、ユニバーサルミュージック YouTube）
- パーティーは終わった Episode4「抱きしめたい」（2011年4月、BeeTV） - トニー 役
- REPLAY & DESTROY（2011年11月4日 - 25日、LISMO Channel） - 真野真広 役
- 火花（2016年6月3日、Netflix） - 主演・徳永太歩 役[123][124]
- テラフォーマーズ/新たなる希望（2016年4月、dTV） - 菅野洋平 役
- MALICE（2023年9月14日 - 、U-NEXT） - 主演・小園洋平 役※高梨臨、佐藤隆太とトリプル主演[125]
- おっさんずラブ-リターンズ- 春田と牧の新婚初夜（2024年1月6日 - 、TVer） - 牧凌太 役[126]
- おっさんずラブ‐リターンズ‐ スピンオフドラマ 禁断のグータンヌーボ（2024年3月2日 - 9日、TELASA） - 牧凌太 役[127]

### ラジオ番組
- FMシアター（NHK-FM）
  - 「ウィニングボール」（2011年7月30日、NHK徳島放送局） - 主演・神崎 役[128]
  - 「ステップを聴かせて」（2018年9月29日） - 主演・進藤聡太 役[129]
- 岡田惠和 今宵、ロックバーで〜ドラマな人々の音楽談義〜（NHK-FM）
  - 第226回（2017年3月4日）[130]
  - 第329回（2020年10月25日）[131]
- 特集オーディオドラマ「ピンザの島」（2017年8月13日、NHK-FM） - 主演・涼介 役[132]
- 稲村ジェーン2021〜それぞれの夏〜（2021年8月23日 - 26日、ニッポン放送 / 8月29日、TOKYO FM・JFN系列37局） - 主人公・ヒロシ 役[133][134]

### 劇場アニメ
- 遊☆戯☆王 THE DARK SIDE OF DIMENSIONS（2016年4月23日、東映） - 藍神 / ディーヴァ 役[135][136]
- アリスとテレスのまぼろし工場（2023年9月15日、ワーナー・ブラザース映画 / MAPPA） - 菊入時宗 役[137]

### DVD
- 7days,backpacker「林遣都、ベトナム>>カンボジア編」（2009年10月23日、東宝）※2010年4月、BSジャパンにてダイジェスト放送

### その他
- 『HiGH&LOW g-sword』アニメーションDVD付き特装版 フラッシュアニメ（2017年） - 日向紀久 役

## 書籍

### 雑誌連載
- PICT-UP 「遣都の東京日記」（2009年6月号 - 2010年4月号、ピクトアップ）[138]

### 写真集
- REAL☆G 01（2007年1月23日、SDP）
- REAL☆G 02（2007年5月30日、SDP）ISBN 978-4903620114
- 1st写真集「Clear」（2010年2月24日、SDP）ISBN 978-4903620718
- 林遣都 作品集「THREE TALES」（2020年12月6日、SDP）ISBN 978-4906953936

### カレンダー
- 林遣都オフィシャルカレンダー 2011（2010年11月19日、SDP）ISBN 978-4903620831

### 小説表紙
- 走れメロス（2009年1月25日、SDP文庫）ISBN 978-4903620428 - カバーモデル
- 荒川アンダー ザ ブリッジ THE MOVIE（2012年1月26日、集英社）ISBN 978-4086090759[注 1] - カバーモデル